# Rainergymnasium
Das Rainergymnasium (GRG5) ist ein Bundesgymnasium und Bundesrealgymnasium (BG und BRG) im fünften Wiener Gemeindebezirk, Margareten. Die Schule hat ca. 1000 Schüler und 103 Lehrkräfte (Stand 2023).
Mit dem Rainergymnasium und dem Joseph-Haydn-Realgymnasium existieren zur Zeit zwei Gymnasien in Margareten.

## Geschichte
Das 1879 gegründete K. K. Staatsgymnasium zog mit zwei Klassen in das Schulgebäude des Piaristenkollegium St. Thekla, in der Wiedner Hauptstraße 82, im vierten Wiener Gemeindebezirk Wieden ein.
Aus Platzgründen zog das K. K. Staatsgymnasium 1894 in die Rainergasse 39 in den fünften Wiener Gemeindebezirk Margareten um.
1895 wurde das Gymnasium in Elisabeth-Gymnasium umbenannt.
Durch den erneuten großen Schülerzuwachs wurde von 1928 bis 1929 das Schulgebäude um zwei Stockwerke aufgestockt.
1945 ist das Schulgebäude infolge eines Bombentreffers ausgebrannt und zwischen 1948 und 1952 wieder aufgebaut worden.
Im Jahr 2020 wurde das Gymnasium um einen Standort in der Kriehubergasse erweitert. Die Liegenschaft beherbergte zuvor das Finanzamt Wien V. sowie das IBC Hetzendorf.
Seit Mai 2025 befinden sich neue Turnsäle sowie ein Sportplatz in Bau. Die Fertigstellung der Bauarbeiten ist für März 2027 vorgesehen.
Namen der Schule
| 1879–1894 | K. K. Staatsgymnasium im 4. Bezirk                   |
| 1894–1895 | K. K. Staatsgymnasium im 5. Gemeindebezirk           |
| 1895–1918 | Elisabeth-Gymnasium 7. Mai: K.K. Elisabeth-Gymnasium |
| 1918–1922 | Staatsgymnasium im 5. Wiener Gemeindebezirk          |
| 1922–1923 | Bundesgymnasium Wien V                               |
| 1923–1929 | Bundes-Real-Gymnasium in Wien V                      |
| 1929–1934 | Bundesgymnasium und Realgymnasium Wien V             |
| 1934–1938 | Elisabethgymnasium                                   |
| 1938–1945 | Oberschule für Jungen Wien V                         |
| 1945–1946 | Staatsrealgymnasium Wien V                           |
| 1946–1947 | Staatsgymnasium Wien V, Realschule                   |
| 1947–1963 | Bundesgymnasium und -realgymnasium Wien V            |
| 1963–1986 | Bundesgymnasium Wien V                               |
| seit 1986 | Bundesgymnasium und Realgymnasium Wien V             |

## Architektur
Raumprogramm
Das Schulgebäude beinhaltet 23 Klassenzimmer, zwei Turnsäle (in Zukunft mehrere), einen Sportplatz (abgerissen - wird erneuert), zwei EDV-Säle, zwei KuG-Säle, zwei TuD-Säle, ein Fotolabor, zwei Musiksäle, einen Chemiesaal, einen Biologiesaal und einen Physiksaal. Außerdem befindet sich im Gebäude eine Bibliothek.

## Leitung
| 1879–1886 | Wilhelm Biehl                                |
| 1886–1890 | Anton Fleischmann                            |
| 1890–1897 | August Scheindler                            |
| 1897      | Provisorische Leitung: Jakob Rappold         |
| 1897–1907 | Franz Strauch                                |
| 1907–1919 | Peter Maresch                                |
| 1919–1925 | Karl Bruno                                   |
| 1925–1928 | Provisorische Leitung: Johann Neubauer       |
| 1928–1934 | Johann Neubauer                              |
| 1934      | Provisorischer Leiter: Viktor Kern           |
| 1934–1938 | Hans Weiland                                 |
| 1938–1940 | Josef Schneider                              |
| 1940–1945 | Kommissarischer Leiter: Franz Kraus          |
| 1945–1946 | Provisorischer Sachwalter: Ludwig Rothansel  |
| 1946–1954 | Hans Weiland                                 |
| 1955–1964 | Ulrich Schöndorfer                           |
| 1965–1975 | Josef Schindler                              |
| 1976–1988 | Walter Wlcek                                 |
| 1989      | Provisorischer Schulleiter: Peter Pichl      |
| 1989–2003 | Senta Göhring                                |
| 2003–2004 | Provisorische Schulleiterin: Christa Stolfa  |
| 2005–2011 | Traude Mori                                  |
| 2012–2013 | Provisorische Schulleiterin: Manuela Wallner |
| seit 2013 | Sabine Theiner                               |

## Bekannte Schüler
- Dolores Bakos (* 1993), Abgeordnete zum Wiener Landtag und Mitglied des Wiener Gemeinderats
- Günther Baszel (1902–1973), Maler, Bildhauer, Medailleur und Kunstgewerbetreibender
- Rainer Fetscher (1895–1945), Mediziner, Erbforscher und Eugeniker
- Johann Hölzel (Falco) (1957–1998), Musiker
- Otto Margulies,  (1899–1925), Alpinist
- Franz Nabl (1883–1974), Schriftsteller
- Felix Reichmann (1899–1987), Bibliothekar, Kunsthistoriker, Buchhändler und Museumskurator.
- Curt Rotter (1881–1945), Germanist und Volksmusikforscher
- Paul Sevelda (* 1955), Arzt und Hochschullehrer
- Peter Skalicky (* 1941), Physiker
- Karl von Spieß (1880–1957), Lehrer und Volkskundler
- Manfried Welan (1937–2024), Politik- und Rechtswissenschafter, Schriftsteller und Politiker
- Wilhelm Zedinek (1898–1971), Geistlicher und der 62. Abt des Stiftes Göttweig

## Zertifikate
- seit 2016 Cambridge ESOL
- seit 2019 No Blame Approach